# (300158) 2006 VB97
(300158) 2006 VB97 es un asteroide perteneciente al cinturón de asteroides descubierto el 11 de noviembre de 2006 por el equipo del Spacewatch desde el Observatorio Nacional de Kitt Peak, Arizona, Estados Unidos.

## Designación y nombre
Designado provisionalmente como 2006 VB97.

## Características orbitales
2006 VB97 está situado a una distancia media del Sol de 3,004 ua, pudiendo alejarse hasta 3,439 ua y acercarse hasta 2,570 ua. Su excentricidad es 0,144 y la inclinación orbital 1,807 grados. Emplea 1902,33 días en completar una órbita alrededor del Sol.

## Características físicas
La magnitud absoluta de 2006 VB97 es 16,9. 